# Lara Dutta
Lara Dutta (en hindi: लारा दत्ता भूपति) es una actriz y modelo de la India. Dutta es una Embajadora de Buena Voluntad (Fondo de Población de las Naciones Unidas). Ganadora del título Miss Universo 2000
En el año 2001 salió con Derek Jeter. Protagonizó las películas exitosas de Bollywood Andaaz, (2003) Masti (2004), No Entry (2005) and Partner (2007).

## Biografía

### Vida en sus comienzos
Lara nació en Ghaziabad, Uttar Pradesh, Punjab, de padre y madre anglo-indio. Su padre es Wing Commander L.K. Dutta (retirado) y su madre es Jennifer Dutta. Ella también tiene dos hermanas mayores, una de los cuales sirve en la Fuerza Aérea de la India y una hermana más joven.
El Afamado compositor y DJ Nitin Sawhney es primo de Lara.
La familia se trasladó a Bangalore con Dutta en 1981, donde completó la escuela secundaria de la Escuela Secundaria St. Francis Xavier Girls y la Escuela de Frank Anthony Pública. Lara se graduó en economía con especialización en comunicaciones de la Universidad de Mumbai. Ella fue coronada Miss Universo en 2000, que condujo a su nombramiento como Embajadora de Buena Voluntad del FNUAP en 2001

### Carrera como modelo
Lara Dutta ganó el concurso anual de modelos Gladrags en su India natal, ganando así el derecho a ser la primera representantea de la India en el Miss Intercontinental 1997, en la que obtuvo el primer lugar. Más tarde, fue coronada Miss India Femina Universo y Miss Universo en 2000.
En Miss Universo 2000 en Chipre, Lara era la clara favorito por delante de la feroz competencia de Venezuela, España, EE. UU. y Canadá. Ella alcanzó la mayor puntuación en el concurso de traje de baño y su puntuación en la entrevista de finalista fue la más alta puntuación individual en cualquier categoría en la historia del concurso de Miss Universo, como la entrevista perfecta vio la mayoría de los jueces darle el máximo de «9,99». 
Después de su última pregunta, en la que dio a luz a una apasionada defensa de la competencia de Miss Universo (y otros concursos de belleza), se convirtió en la segundo mujer india en ganar el Miss Universo.
En el mismo año, Priyanka Chopra y Dia Mirza ganaron Miss Mundo y Miss Asia Pacific respectivamente, títulos que dio a la India una rara victoria triple en el mundo de los concursos de belleza.

### Carrera como actriz
Lara en primer inscrito para hacer la película tamíl, Arasatchi en 2002, pero debido a problemas financieros, sólo se publicó a mediados de 2004. Hizo su debut en Hindi en 2003 con la película Andaaz que fue un éxito de taquilla y ganó ella una Filmfare Premio' al Mejor Debut Femenino. Luego apareció en varias películas, algunas de las cuales fracasó en la taquilla y algunos de los cuales fueron un éxito moderado. Su apartado de "hits" incluyen Masti (2004), No Entry (2005), Socio (2007) y Housefull (2010).
En 2006, protagonizó la comedia, Bhag Bhagam que le fue bien en la taquilla. 
En 2005, Sania Mirza y Lara Dutta Bhupathi ambos participaron en Kaun Banega Crorepati (temporada 2), el 13 de noviembre de 2005 el primer lanzamiento Dutta de 2007 fue de Shaad Ali 's Jhoom Barabar Jhoom. La película fue un fracaso de taquilla en la India, pero lo hizo mejor en el extranjero, especialmente en el Reino Unido  Ella recibió críticas mixtas por su actuación en la película. Su puesta en libertad más tarde, socio abierto a una buena respuesta y se convirtió en un éxito.

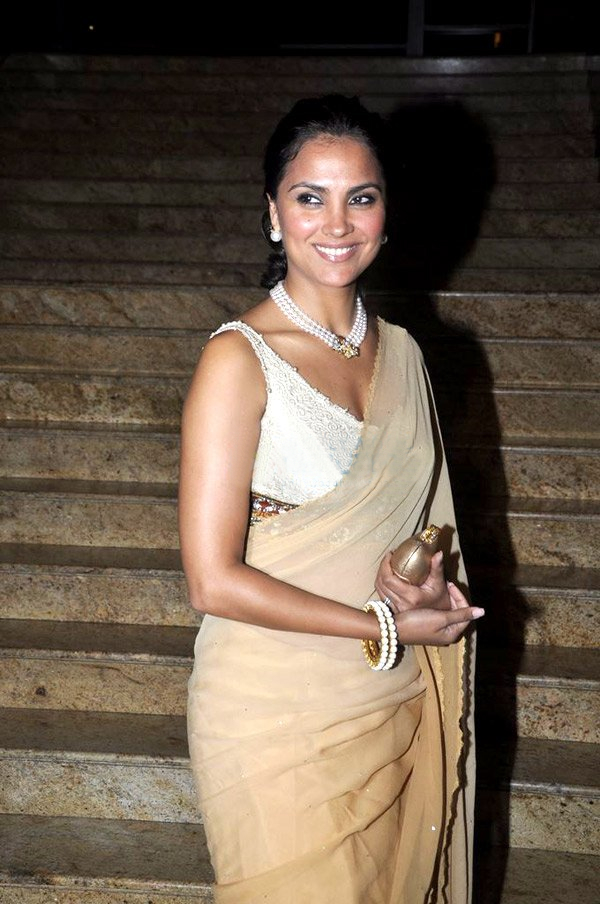
Lara Dutta en la fiesta de aniversario Anmol Joyeros

Su versión 2009, Azul fue una de las películas más caras del cine indio. Lara había entrado inicialmente fuera del proyecto porque la película fue filmada en su totalidad en el océano y que no sabía nadar. Sin embargo, el protagonista masculino Akshay Kumar le animó a aprender a nadar y de inmediato empezó a entrenar con un entrenador especial. Azul fue liberado el 16 de octubre de 2009. Dijo que "En el momento en que llegué a saber de él, llamé a Akshay y le dije que yo no sería capaz de aceptar la asignación. Sabía que la razón detrás de mi decisión. No mucha gente está consciente de que casi se había ahogado durante la filmación de Andaaz, Akshay me había rescatado. Cuando le recordé que no podía " t nadar, me dijo que me olvide de mi fobia y aprender a nadar pronto ", dijo Dutta. "Hoy, me siento Azul no sólo ha hecho superar mis fobias, pero también me ha enseñado algo que permanecerá conmigo por el resto de mi vida".
Su versión 2010 Housefull fue un éxito en toda la India. La película protagonizada Akshay Kumar, Deepika Padukone y Deshmukh Riteish. Fue el golpe más grande en el cuarto país con Rs 955 millones de ingresos brutos. Ella desempeñó el papel de Hetal pétalos, uno de los principales personajes de la película.
En 2011, su primera película como productor, Chalo Dilli fue puesto en libertad

## Vida personal
El 16 de febrero de 2011, Lara y el tenista Mahesh Bhupathi se casaron en una ceremonia civil en la ciudad de Bandra, y más tarde seguida de una ceremonia cristiana el 20 de febrero de 2011 en Goa.
El 1 de agosto, Lara anunció que estaba esperando su primer hijo.

## Filmografía

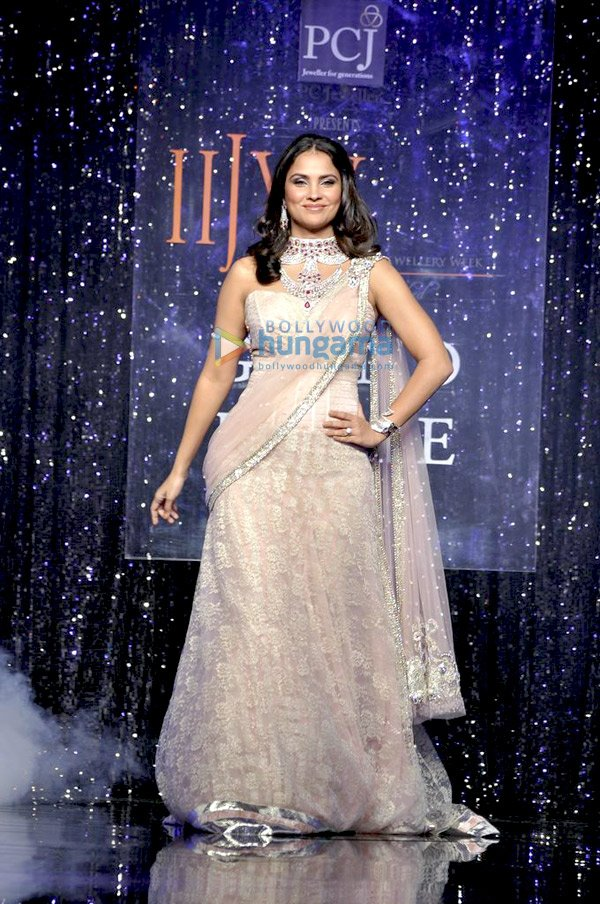
Lara Dutta camina por la rampa para mostrar IIJW final de 2011

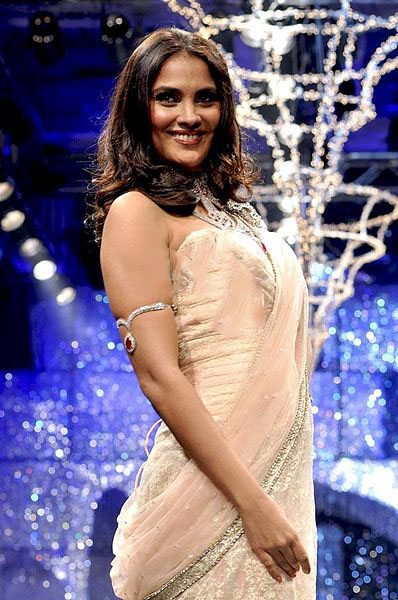
Lara Dutta camina por la rampa para mostrar IIJW final de 2011

| Año  | Título                   | Papel             | Notas                                       |
| ---- | ------------------------ | ----------------- | ------------------------------------------- |
| 2003 | Andaaz                   | Kajal             | Ganadora, Premio Filmfare a la Mejor Actriz |
| 2003 | Mumbai Se Aaya Mera Dost | Kesar             |                                             |
| 2004 | Khakee                   |                   | Especial apariencia                         |
| 2004 | Masti                    | Monica            |                                             |
| 2004 | Bardaasht                | Abogada Payal     |                                             |
| 2004 | Arasatchi                | Lara              | Película tamil                              |
| 2004 | Aan: Men at Work         | Kiran             |                                             |
| 2005 | Insan                    | Meghna            |                                             |
| 2005 | Elaan                    | Sonia             |                                             |
| 2005 | Jurm                     | Sanjana Malhotra  |                                             |
| 2005 | Kaal                     | Ishika            |                                             |
| 2005 | No Entry                 | Kajal             |                                             |
| 2005 | Ek Ajnabee               | Anamika mayor     | Especial apariencia                         |
| 2005 | Dosti: Friends Forever   | Kajal             |                                             |
| 2006 | Zinda                    | Jenny Singh       |                                             |
| 2006 | Fanaa                    | Zeenat            | Especial apariencia                         |
| 2006 | Alag                     |                   | Especial apariencia                         |
| 2006 | Bhagam Bhag              | Munni/Nisha/Aditi |                                             |
| 2007 | Jhoom Barabar Jhoom      | Anaida Raza/Laila |                                             |
| 2007 | Partner                  | Naina             |                                             |
| 2007 | Om Shanti Om             |                   | Especial apariencia                         |
| 2008 | Jumbo                    | Sonia (voz)       |                                             |
| 2008 | Rab ne bana di jodi      |                   | Especial apariencia                         |
| 2009 | Billu Barber             | Bindiya           |                                             |
| 2009 | Satyameva Jeyathe        |                   | Película telugú                             |
| 2009 | Do Knot Disturb          | Dolly             |                                             |
| 2009 | Blue                     | Mona              |                                             |
| 2010 | Banda Yeh Bindaas Hai    |                   |                                             |
| 2010 | Housefull                | Hetal Patel       |                                             |
| 2011 | Don 2                    | Lara              |                                             |

## Premios
- 2004: Star Screen Award Most Promising Newcomer - Female, Andaaz.[10]
- 2004: Filmfare Best Female Debut Award, Andaaz (ganadora en conjunto con Priyanka Chopra).
- 2008: Rajiv Gandhi premios (Contribución Femenina).[11]